# ナイン・ライヴズ (エアロスミスのアルバム)
『ナイン・ライヴズ』（Nine Lives）は、エアロスミスが1997年に発表したアルバム。

## 解説
古巣のコロムビア・レコードに戻って発表されたアルバム。当初はグレン・バラードをプロデューサーに起用してマイアミでレコーディングが行なわれたが、この時ジョーイ・クレイマーは不参加だった。その後、プロデューサーがケヴィン・シャーリーに交替して、ニューヨークでレコーディングをやり直した。この時、マイアミで録音されていた曲も改めて録り直されており、マイアミでのセッションをプロデュースしたグレン・バラードの名前は"A very special thanks to"としてクレジットされた。
初回盤のジャケットはクリシュナを模したネコのイラストだったが、ヒンドゥー教信者から反感を買ったため、再プレス盤からはジャケットが変更された。
本作は、バンドにとって2作目の全米1位獲得アルバムとなった。また、本作からは「フォーリング・イン・ラヴ」、「ホール・イン・マイ・ソウル」、「ピンク」といったシングル・ヒットが生まれ、「ピンク」はグラミー賞の最優秀ロック・パフォーマンス部門を受賞した。

## 収録曲
1. ナイン・ライヴズ - Nine Lives (Steven Tyler, Joe Perry, Marti Frederiksen) - 4:01
  - プロモーション用にシングルカットされる(日本では未発売)。
2. フォーリング・イン・ラヴ - Falling in Love (Is Hard on the Knees) (Tyler, Perry, Glen Ballard) - 3:25
  - 1stシングル。
3. ホール・イン・マイ・ソウル - Hole in My Soul (Tyler, Perry, Desmond Child) - 6:10
  - 2ndシングル。
4. テイスト・オブ・インディア - Taste of India (Tyler, Perry, Ballard) - 5:53
  - 後に、プロモーション用にシングルカットされる(日本では未発売)。
5. フル・サークル - Full Circle (Tyler, Taylor Rhodes) - 5:00
  - 後に、プロモーション用にシングルカットされる(日本では未発売)。
6. サムシングス・ガッタ・ギヴ - Something's Gotta Give (Tyler, Perry, Fredriksen) - 3:36
7. エイント・ザット・ア・ビッチ - Ain't That a Bitch (Tyler, Perry, Child) - 5:25
8. ファーム - The Farm (Tyler, Perry, Mark Hudson, Steve Dudas) - 4:27
  - 『オズの魔法使い』の台詞が曲中で引用されている。
9. クラッシュ - Crash (Tyler, Perry, Hudson, Dominic Miller) - 4:25
10. キス・ユア・パスト・グッバイ - Kiss Your Past Good-Bye (Tyler, Hudson) - 4:31
11. ピンク - Pink (Tyler, Richard Supa, Ballard) - 3:55
  - 3rdシングル。この曲でグラミー賞を受賞。
12. フォーリング・オフ - Falling off (Tyler, Perry, Fredriksen) - 3:00
  - インターナショナル盤および日本盤ボーナス・トラック。元々は、『ホール・イン・マイ・ソウル』の米国版シングル盤のカップリング曲として製作されたもの。ジョーがメイン・ヴォーカルを取る。
13. フォール・トゥギャザー - Fall Together (Tyler, Hudson, Greg Wells, Dean Grakal) - 4:38
  - 日本盤ボーナス・トラック。元々は、『フォーリング・イン・ラヴ』の米国版シングル盤のカップリング曲として製作されたもの。
14. アティテュード・アジャストメント - Attitude Adjustment (Tyler, Perry, Fredriksen) - 3:44
15. フォーリン・エンジェルズ - Fallen Angels (Tyler, Perry, Supa) - 8:17

## 他メディアでの使用例
- タイトル曲「ナイン・ライヴズ」は、コンピュータゲーム『DEAD OR ALIVE 3』のオープニングテーマに使用された。

## 参加ミュージシャン
- スティーヴン・タイラー - ボーカル、キーボード、ピアノ、ハンマー・ダルシマー、パーカッション、ハーモニカ
- ジョー・ペリー - ギター、ダルシマー、スライドギター、ボーカル
- ブラッド・ウィットフォード - ギター
- トム・ハミルトン - ベース、チャップマン・スティック
- ジョーイ・クレイマー - ドラムス

ゲスト・ミュージシャン
- ジョン・ウェブスター - キーボード、バッキング・ボーカル
- ラメーシュ・ミスラ - サーランギー
- デヴィッド・キャンベル - ストリングス&ホーン・アレンジ、指揮